# ديمتري كوبتور
ديمتري كوبتور (مواليد 6 سبتمبر 1978) هو سبّاح من روسيا البيضاء، مثّل بلاده في الألعاب الأولمبية الصيفية 2000.

## روابط خارجية
ديمتري كوبتور على موقع الاتحاد الدولي للسباحة (الإنجليزية)
- ديمتري كوبتور على موقع أوليمبيديا (الإنجليزية)